# Lachesis stenophrys
Lachesis stenophrys is een slang uit de familie adders (Viperidae), onderfamilie groefkopadders (Crotalinae). Deze soort komt voor in het zuiden van Midden-Amerika en het noordwesten van Zuid-Amerika.

## Naam en indeling
De wetenschappelijke naam van de soort werd voor het eerst voorgesteld door Edward Drinker Cope in 1875. Lachesis stenophrys werd voorheen beschouwd als ondersoort van de bosmeester (Lachesis muta).

## Verspreiding en habitat
Lachesis stenophrys leeft in laaglandregenwoud. Het verspreidingsgebied loopt langs de Caribische kust van Nicaragua tot in Colombia en aan de Pacifische kust van Panama tot in Ecuador. In het zuidwesten van Costa Rica en het westen van Panama wordt de soort vervangen door de nauw verwante Lachesis melanocephala. Lachesis stenophrys is aangetroffen op een hoogte van ongeveer twee tot 670 meter boven zeeniveau.

## Uiterlijke kenmerken
Lachesis stenophrys is een grote slang. Mannelijke dieren worden tot 210 cm lang, terwijl vrouwtjes een lengte tot 180 cm kunnen bereiken. Uitschieters kunnen een totale lichaamslengte hebben tot 3,9 meter. De staart is zeer kort en beslaat maximaal 10% van de totale lichaamslengte. De rug heeft een kleurenpatroon van bruin, lichtbruin en geel met series van donkerbruine, diamantvormige markeringen met een rood centrum en verder een donkere streep over de rug die door witte delen wordt onderbroken. De flanken zijn lichter van kleur. De kop is aan de bovenzijde donkergekleurd en aan de onderzijde licht van kleur met een donkere streep vanaf de ogen over de zijkant van de kop er tussen.
De slang heeft 33 tot 38 rijen schubben in de lengte op het midden van het lichaam en 198 tot 209 schubben aan de buikzijde. Onder de staart zijn 36 tot 49 staartschubben aanwezig.

## Levenswijze
Lachesis stenophrys is met name nachtactief. Overdag schuilt de slang op beschutte plekken, opgerold boven op de strooisellaag. Lachesis stenophrys jaagt vanuit een hinderlaag door te wachten langs looppaden van kleine zoogdieren. In het onderzoeksstation van La Selva in Costa Rica is de Midden-Amerikaanse stekelrat de voornaamste prooi. De prooidieren van Lachesis stenophrys zijn relatief klein in vergelijking met de grootte van de slang. Deze slang houdt zijn prooi na de beet in de bek vast, in tegenstelling tot andere groefkopadders die loslaten en daarna de stervende prooi volgen. Ongeveer zes maaltijden per jaar zouden voldoende zijn voor Lachesis stenophrys om te overleven. Bosmeesters zijn de enige groefkopadders in de Nieuwe Wereld die eieren leggen. Per legsel zijn er tien tot twaalf eieren. Er is geen specifiek legseizoen.
De slang is zeer giftig, zelfs bij een snelle medische behandeling sterft driekwart van de slachtoffers. Het gif zorgt voor een extreem snelle eiwitafbraak en niet zozeer een sterke bloedklontering zoals van andere bosmeesters bekend is.